# Aruba en los Juegos Suramericanos
Aruba se integró desde la quinta edición de los Juegos Suramericanos que se realizó en Valencia en 1994. A partir de esta edición ha participado de manera ininterrumpida. Aruba siempre ha enviado delegaciones pequeñas lo cual ha hecho que obtenga puesto en la sección baja del medallero.
El país está representado ante los Juegos Suramericanos por el Comité Olímpico de Aruba y para la fecha nunca ha sido sede de los Juegos.

## Delegación
Para los IX Juegos Suramericanos Medellín 2010, Aruba contó con una de las delegaciones más pequeñas con un total de 28 deportistas acreditados. Únicamente Surinam, Panamá y Guyana llevaron una delegación más pequeña que Aruba.

## Medallero histórico
Fuente: Organización Deportiva Suramericana
| Año   | País                 | Sede         | Posición | Oro | Plata | Bronce | Total |
| ----- | -------------------- | ------------ | -------- | --- | ----- | ------ | ----- |
| 1978  | Bandera de Bolivia   | La Paz       | -        | -   | -     | -      | -     |
| 1982  | Bandera de Argentina | Rosario      | -        | -   | -     | -      | -     |
| 1986  | Bandera de Chile     | Santiago     | -        | -   | -     | -      | -     |
| 1990  | Bandera de Perú      | Lima         | -        | -   | -     | -      | -     |
| 1994  |                      | Valencia     | 14/14    | 0   | 1     | 2      | 3     |
| 1998  | Bandera de Ecuador   | Cuenca       | 13/14    | 0   | 0     | 2      | 2     |
| 2002  | Bandera de Brasil    | Brasil       | 12/14    | 0   | 1     | 2      | 3     |
| 2006  | Bandera de Argentina | Buenos Aires | 13/15    | 0   | 1     | 1      | 2     |
| 2010  | Bandera de Colombia  | Medellín     | 13/15    | 0   | 0     | 2      | 2     |
| 2014  | Bandera de Chile     | Santiago     | 13/15    | 0   | 0     | 1      | 1     |
| Total | Total                |              | 15/15    | 0   | 3     | 10     | 13    |

## Desempeño
Aruba ocupó su mejor posición en la séptima edición cuando obtuvo el duodécimo lugar. En el mismo año y en los juegos de Valencia 1994, obtuvo el mayor número de medallas en la historia de los juegos con un total de 3 preseas. A la fecha no ha obtenido ninguna medalla de oro.